# Resolutie 506 Veiligheidsraad Verenigde Naties
Resolutie 506 van de Veiligheidsraad van de Verenigde Naties werd unaniem aangenomen op 26 mei 1982, en verlengde de UNDOF-waarnemingsmacht in de Golanhoogten met een half jaar.

## Achtergrond
Na de Jom Kipoeroorlog kwamen Israël en Syrië met elkaar overeen de wapens neer te leggen. Een waarnemingsmacht van de Verenigde Naties moest toezien op de uitvoering van die overeenkomst. Tijdens de oorlog bezette Israël de Golanhoogten, die het in 1981 annexeerde.

## Inhoud
De Veiligheidsraad:
- Heeft het rapport van secretaris-generaal Javier Pérez de Cuéllar over de VN-waarnemingsmacht overwogen.
- Beslist:

1. De partijen op te roepen om onmiddellijk resolutie 338 uit te voeren.
2. Het mandaat van de VN-waarnemingsmacht voor een nieuwe periode van zes maanden te verlengen, tot 30 november 1982.
3. De secretaris-generaal te vragen tegen die tijd te rapporteren over de ontwikkelingen in de situatie en de maatregelen om resolutie 338 ten uitvoer te brengen.

## Verwante resoluties
- Resolutie 498 Veiligheidsraad Verenigde Naties
- Resolutie 501 Veiligheidsraad Verenigde Naties
- Resolutie 508 Veiligheidsraad Verenigde Naties
- Resolutie 509 Veiligheidsraad Verenigde Naties

Lijst ·  500 ·  501 ·  502 ·  503 ·  504 ·  505 ·  506 ·  507 ·  508 ·  509 ·  510 ·  511 ·  512 ·  513 ·  514 ·  515 ·  516 ·  517 ·  518 ·  519 ·  520 ·  521 ·  522 ·  523 ·  524 ·  525 ·  526 ·  527 ·  528